# Decurias
Las decurias eran formaciones paramilitares de diez hombres que el carlismo creó tras constituirse la Segunda República española. Posteriormente, en 1933, las decurias fueron substituidas por las "patrullas" o "Boinas Rojas", grupos de cinco hombres bajo el mando de un jefe de patrulla o cabo, que estarían en la base de la formación militar del Requeté, auténtico ejército, incluso formado en la Italia de Mussolini, que se sumaría a la insurrección golpista de los generales Mola y Franco.
Las decurias se crearon el 14 de abril de 1931, el mismo día de la proclamación de la República, en Leiza (Navarra), localidad natal de Antonio Lizarza. Con tal motivo, se reunieron personalidades carlistas de varias provincias. La organización de las Decurias, según cuenta Lizarza en sus "Memorias de la Conspiración 1931-1936", fue confiada a Generoso Huarte, en colaboración con el coronel Sanz de Lerín, que a su vez estaba en contacto con el teniente coronel Emilio Barrera. Llegaron a contar con unos 10 000 hombres.
Inicialmente fueron concebidas con fines defensivos para la custodia de edificios religiosos, sedes carlistas y actos políticos. Desde su constitución contaron con el respaldo de una Junta Sacerdotal en la figuraban algunos de los representantes del clero más belicoso, como Jesús Yániz, párroco de Caparroso, o Pascasio Osácar, párroco Noáin. Consiguieron armas mediante contrabando desde Guipúzcoa y Francia de forma fundamental.
Pronto pasarían a una actividad ofensiva, con incidentes y disturbios en el mes de junio, tanto en Castejón el día 14, como en Mendigorría el 21.